# Poliovirus
Espèce
Les poliovirus, agents responsables de la poliomyélite, appartiennent au genre Enterovirus. À la suite de nombreuses études dont il a fait l'objet depuis les années 1930 et particulièrement dans les années 1950, le poliovirus humain est devenu un modèle de choix pour l'étude de la biologie moléculaire des virus animaux à ARN,.On peut retrouver le poliovirus dans la muqueuse pharyngée et dans l'intestin grêle et on peut le retrouver dans la gorge et les selles.

## Sérotypes
Chaque sérotype ou souche contient de nombreuses sous-souches. Par exemple, chez le type 1, on compte entre autres les souches Mahoney (isolée en 1941), MEF2, Brunhilde (isolée en 1939) et Frederick ; chez le type 2, les souches Lansing (isolée en 1938), MEF1, Wilfred et YSK ; chez le type 3, la souche Leon (isolée en 1937).
Le Type 1 regroupe 80 % des souches, le type 2 et 3 représentant chacun 10 %. La souche Mahoney est très virulente. De plus, elle a pour caractéristique de causer une paralysie aux singes après une injection musculaire (ce que ne produisent pas toutes les autres souches). Enfin cette paralysie est provoquée même après de très fortes dilutions de la souche. Injectée en intramusculaire, la souche Mahoney a 10 000 fois plus de chances que les autres souches d'entrer dans la circulation sanguine et de gagner la moelle épinière.
Le poliovirus serait de tous les virus à ARN l'un des plus mutagènes, bien plus encore que le virus de la grippe.

## Distribution
L'homme est le seul hôte naturel connu du virus. Il peut toutefois infecter d'autres primates (grands singes)  en conditions de laboratoire ou en captivité, parfois dans la vie sauvage, mais les populations de grands singes sont trop petites pour que le virus puisse s'y maintenir. Il n'existe donc pas de réservoir animal significatif de poliovirus.
Ce qu'on appelle parfois la polio des porcs est causé par un virus distinct encephalomyelitis enzootica suum, agent étiologique de la maladie de Teschen. De même la poliomyélite de la souris est due au virus de l'encéphalomyélite murine de Theiler. Des expérimentations avec ces virus animaux ont pu servir à la compréhension de l'action du poliovirus chez l'homme.
Au XXe siècle grâce aux vaccinations le virus a reculé puis disparu dans la plupart des pays. Au début du XXIe siècle le poliovirus humain sauvage n'était officiellement plus endémique qu'en Afghanistan, au Nigeria et au Pakistan où il n'a jamais été vaincu. Fin 2016, il semblait avoir disparu du Nigeria et sur le point de disparaitre du Pakistan (l'un de ses refuges face à la pression de vaccination, où il reste endémique). Les épidémiologistes pensent que si le Pakistan éradique la polio, l'Afghanistan devrait suivre peu après. Or les cas de poliomyélite sont en baisse régulière au Pakistan (306 cas en 2014, 54 en 2015, 20 en 2016 et selon les chiffres disponibles fin 2017 : huit en 2017). De plus les tests sanguins montrent que l'immunité humaine face à ce virus n'a jamais été plus élevée au Pakistan (même chez les enfants âgés de 6 à 11 mois), à la suite d'années de campagnes de vaccination. On pensait que faute d'un nombre important d'enfants infectés, le virus était en train de disparaitre du Pakistan et qu'il ne devrait plus y être détectable chez l'homme dès 2018 ou 2019. Pourtant une recherche d'indices de présence du virus dans l'environnement faite en 2017 a montré que dans les égouts et fossés d'eaux usées le virus est encore présent presque partout au Pakistan, et notamment là où on le pensait disparu. 
Comme c'est la première fois que l'on conduit ce type de recherche, on est sans point de comparaison. Des porteurs sains sont-ils présents ou des malades ayant échappé aux statistiques (par exemple des enfants de la minorité pachtoune qui est marginalisée dans le pays)? 16% des analyses provenant de 53 sites d'échantillonnage éparpillés au Pakistan sont positifs, alors que très peu de malades sont repérés par les médecins. Une autre hypothèse est que ce phénomène est normal avant la disparition d'un virus de ce type, qui pourrait malgré cette présence assez rapidement disparaitre s'il ne trouve plus d'enfants à infecter.
Le 25 août 2020, l'Organisation mondiale de la santé (OMS) déclare que la transmission du poliovirus sauvage a été interrompue en Afrique,  après quatre années consécutives sans cas déclaré et des efforts massifs de vaccination des enfants, ce qui est présenté par la presse comme « l'éradication » de la polio en Afrique. Seuls deux pays ont encore des contaminations par le poliovirus sauvage : l'Afghanistan, avec 29 cas en 2020, et le Pakistan, avec 58 cas.
L'OMS déclare le 11 juin 2021 que la maladie a disparu des Philippines à la suite d'une campagne vaccinale.

## Description
Ce sont des virus à ARN simple brin (monocaténaire) linéaire de polarité positive, c'est-à-dire que leur génome est sous forme d'une molécule d'ARN de même polarité que l'ARN messager.

## Mode d'action
Les poliovirus sont transmis par voie orale et se multiplient dans les amygdales et dans le tissu lymphoïde du tractus digestif. Le virus non enveloppé est résistant aux solvants digestifs. L'incubation est de 10 à 14 jours.
L'absorption du poliovirus à la surface de la cellule-hôte se fait par l'intermédiaire du récepteur PVR, récepteur spécifique de ce virus. Ce récepteur est présent à la membrane de nombreux types cellulaires, mais le poliovirus ne peut se multiplier que dans les cellules de la corne antérieure de la moelle épinière. Le virus pénètre dans la cellule-hôte par injection de son génome directement dans celle-ci. Chez l'homme, le poliovirus limite sa multiplication au niveau des cellules du pharynx, de l'intestin et des cellules nerveuses alors qu'il se reproduit pourtant dans d'autres tissus en laboratoire. Mais il épargne les cellules intestinales qui pourtant sont favorables à la multiplication du virus polio.
L'expression et la réplication du génome viral ont lieu au sein du cytoplasme et permettent la formation de nombreuses particules virales. Au cours de ces processus, il y a détournement de la machinerie cellulaire au profit du virus. Les particules virales seront libérées à la faveur d'une lyse cellulaire.
Les poliovirus sont des virus relativement stables : ils restent longtemps inactivés par la pasteurisation. Le seul réservoir naturel connu pour les poliovirus est l'homme.

## Microscopie électronique
En 1949, E. DeRobertis et F. O. Schmidt produisent la première micrographie du poliovirus,. En 1954 Wendell Meredith Stanley et son équipe arrivent à cristalliser le virus polio : c'était la première fois qu'un virus animal (en) était cristallisé.
En 2000, James Hogle (en) de l'Université de Harvard obtient une photographie en 3-D du poliovirus,.

## Recherches en cours
En 2002, le virus polio a été synthétisé,. La publication de ces travaux a été fortement critiquée par le Congrès des États-Unis.

## Divers
Des poliovirus ont souvent été choisis pour étudier l'efficacité de différents modes de désinfection sur les virus.